# 青木衣沙
青木 衣沙（あおき いさ、1992年8月28日 - ）は、日本の元ジュニアアイドル、元グラビアアイドル。東京都出身。アクアス・エンターテインメント所属。カバーソング・ドールズに所属。
2009年11月8日の公式ブログへの書き込みを最後に引退。

## 出演

### 雑誌
- 『BeppinSchool』（ジーオーティー）撮りおろしグラビア
- 『moecco』（マイウェイ出版）
- 『CIRCAS MAX』（KKベストセラーズ）U-17アイドルBEST30

### 携帯サイト・WEB
- 宮澤正明写真館
- はにとら学園
- めっちゃいもうと
- ミートザガール
- こどもじゃナイモン!

## リリース作品

### DVD
- 1stDVD「いさ14歳」（garomage）2007/8
- 2ndDVD「青木衣沙14歳」（スパークビジョン）2007/11
- 3rdDVD「美少女はJC純真可憐」（メディアサプライ）2008/1[1]
- 4thDVD「現役高校生身体検査」(現コーポレーション) 2008/3
- 5thDVD「Meister 12 青木衣沙」(トライアングルフォース) 2008/6
- 6thDVD「どきどきスクール」2008/7(スパークビジョン)
- 7thDVD「スクぺた。JK」(BorderLine)2008/9
- 8thDVD「100%美少女・青木衣沙」（メディアサプライ）2008/11
- 9thDVD「現役高校生身体検査」(現コーポレーション) 2009/1
- 10thDVD「現役女子高生 純真無垢～衣沙のｺｺﾛとｶﾗﾀﾞのすべて～」(メディアサプライ) 2009/3
- 11thDVD「少女16歳の春　青木衣沙」(Mediaforce) 2009/5
- 12thDVD「純粋少女～禁断の聖域～ 青木衣沙」(メディアサプライ) 2009/7
- 13thDVD「少女・卒業　青木衣沙」(メディアサプライ) 2009/10
- 14thDVD「青木衣沙Finalコンプリート」(メディアサプライ) 2010/2

オムニバスDVD
- 「美少女放課後くらぶスク☆パラ」(VEGA) 2007/10
- 「LOLITA」 (グラフィス) 2007/10
- 「こねこ組」(ビーエムドットスリー)2008/3
- 「美少女たちのTパーティー」(メディアサプライ)2008/4[2]
- 「現役高校生集団検診」(団コーポレーション)2008/8
- 「美少女たちのTパーティー」(メディアサプライ)2009/1
- 「集団桃尻パーティー　青木衣沙・田咲ひまり・葉山裕美(メディアサプライ)2009/4
- 「TバックハイスクールII　青木衣沙、葉山裕美」(Mediaforce) 2009/6
- 「競泳水着デジタルカタログ」(メディアサプライ)2009/7
- 「100％　スクペた宣言」(トライアングルフォース) 2009/7
- 「催眠学園 ～ラブドール 青木衣沙～」（RMQプロジェクト）2009/8
- 「催眠学園 ～ラブドールズ season1～ コレクターズBOX」（RMQプロジェクト）2009/8
- 「現役JCK身体検査　桃尻徹底バイブル!!」(現コーポレーション) 2009/9
- 「純粋少女～LOVE GIRLS KISS～　青木衣沙、浜田由梨」(メディアサプライ)2009/9
- 「スクール水着姿の少女達　PREMIUM COLLECTION」(トライアングルフォース) 2009/9
- 「THE EXCITING TEENS DX Vol.4」(トライアングルフォース) 2009/10
- 「現役高校生集団検診総集編2時間!!」(現コーポレーション) 2009/12

DVDドラマ
- 「純粋ラプソディー・さくらのつぼみ」(大洋図書)2008/12

### CD
- 『CoverSongDolls』カバーソングドールズ